# Valkeajärvi (sjö i Puumala, Södra Savolax)
Valkeajärvi är en sjö i kommunen Puumala i landskapet Södra Savolax i Finland. Arean är 36 hektar och strandlinjen är 3,61 kilometer lång. Sjön  ingår i Vuoksens huvudavrinningsområde.   Den ligger omkring 60 kilometer öster om S:t Michel och omkring 250 kilometer nordöst om Helsingfors. 